# مقاطعة إشكاشم
مقاطعة إشكاشم (بالفارسية: ولسوالی اشکاشم)/(بالبشتوية: اشکاشم ولسوالۍ)‏) هي مقاطعة أفغانية في ولاية بدخشان. عاصمتها مدينة إشكاشم. يُطلق على سكان المقاطعة اسم الطاجيك ويتحدث بعضهم لغة الإيشكاشيمي. يبلغ عدد سكان المنطقة حوالي 11000 نسمة.
تقع مقاطعة إشكاشم على طول الحدود الدولية بين أفغانستان وطاجيكستان، حيث توجد مستوطنة تحمل نفس الاسم: إشكوشم [الإنجليزية].